# 蔦元町
蔦元町（つたもとちょう）は、愛知県名古屋市中川区の地名。現行行政地名は蔦元町1丁目及び蔦元町2丁目。住居表示未実施。

## 地理
名古屋市中川区の北東部に位置し、東に富船町、西に太平通、南に篠原橋通、北に四女子町と接する。

## 世帯数と人口
2019年（平成31年）4月1日現在の世帯数と人口は以下の通りである。
| 町丁   | 世帯数  | 人口  |
| ------ | ------- | ----- |
| 蔦元町 | 222世帯 | 511人 |

### 人口の変遷
国勢調査による人口の推移
| 1995年（平成7年）  | 344人 | [ 6 ]  |  |
| 2000年（平成12年） | 413人 | [ 7 ]  |  |
| 2005年（平成17年） | 481人 | [ 8 ]  |  |
| 2010年（平成22年） | 497人 | [ 9 ]  |  |
| 2015年（平成27年） | 455人 | [ 10 ] |  |

## 学区
市立小・中学校に通う場合、学校等は以下の通りとなる。また、公立高等学校に通う場合の学区は以下の通りとなる。なお、小学校は学校選択制度を導入しておらず、番毎で各学校に指定されている。
| 丁目        | 小学校                                    | 中学校               | 高等学校 |
| ----------- | ----------------------------------------- | -------------------- | -------- |
| 蔦元町1丁目 | 名古屋市立常磐小学校                      | 名古屋市立長良中学校 | 尾張学区 |
| 蔦元町2丁目 | 名古屋市立常磐小学校 名古屋市立篠原小学校 | 名古屋市立長良中学校 | 尾張学区 |

## その他

### 日本郵便
- 郵便番号 : 454-0824[3]（集配局：中川郵便局[13]）。